# John Patteson
John Coleridge Patteson (Londra, 1º aprile 1827 – Nukapu, 20 settembre 1871) è stato un missionario e vescovo anglicano britannico, primo vescovo della Chiesa Anglicana della Melanesia.

## Biografia
John Coleridge Patteson era un missionario anglicano inglese, che imparò 23 lingue dei mari del Sud. Nel 1861 divenne il primo vescovo della Chiesa Anglicana della Melanesia. Fu ucciso su Nukapu nelle Isole Salomone il 20 settembre 1871, per cui è venerato dalla Chiesa anglicana quel dì.
Il 25 settembre 1853 fu ordinato diacono e curato di Alphington (Devon) e il 24 settembre 1854 sacerdote nella Cattedrale di Exeter. Durante una visita nell'estate 1854, George Selwyn, il primo vescovo anglicano della Nuova Zelanda lo reclutò come missionario. Patteson lasciò l'Inghilterra con il vescovo nel marzo 1855 per arrivare ad Auckland in maggio. Per 5 anni Patteson fece il giro delle isole con il Southern Cross, per svolgere la sua missione di evangelizzazione. Fondò il St Barnabas College sull'isola Norfolk come il centro di insegnamento della sua missione. Il 24 febbraio 1861, ad Auckland, fu consacrato vescovo della Melanesia.